# The Sign (álbum de Crystal Lake)
The Sign es el tercer álbum de estudio de la banda japonesa de metalcore Crystal Lake. Fue lanzado el 7 de octubre de 2015 principalmente a través de Artery y JPU. Este es el primer álbum que incluye al vocalista Ryo Kinoshita tras la salida de Kentaro Nishimura en 2011. Es el primero y también el último álbum que incluye a su tercer bajista, Teruki Takahashi, antes de que dejara la banda.

## Lista de canciones
Todas las canciones escritas y compuestas por Ryo Kinoshita, Yudai Miyamoto, Shinya Hori y Teruki Takahashi. 
| N.º | Título                                            | Duración |  |
| 1.  | «Astra»                                           | 1:26     |  |
| 2.  | «Prometheus»                                      | 4:11     |  |
| 3.  | «Matrix» (con Ikepy de Her Name in Blood)         | 4:19     |  |
| 4.  | «Mercury» (con Hironobu Onose de Fact)            | 3:35     |  |
| 5.  | «Dreamcatcher»                                    | 4:55     |  |
| 6.  | «The Sign»                                        | 0:59     |  |
| 7.  | «New Romancer»                                    | 3:11     |  |
| 8.  | «Hades» (con Makoto de Sand)                      | 3:17     |  |
| 9.  | «Sleep Awake» (con Jake Taylor de In Hearts Wake) | 4:34     |  |
| 10. | «Light Up the Tunnel»                             | 5:47     |  |

## Personal
Crystal Lake
- Kentaro Nishimura – Voz principal
- Yudai Miyamoto – Guitarra principal
- Shinya Hori – Guitarra rítmica
- Teruki Takahashi – bajo

Músicos adicionales
- Ikepy: voz (pista 3).
- Hironobu Onose: voz (pista 4).
- Makoto: voz (pista 8).
- Jake Taylor: voz (pista 9).